# Mazda 121
La denominazione Mazda 121 è stata utilizzata per diverse automobili del costruttore giapponese Mazda dal 1975 fino al 2002 e identifica modelli diversi tra loro.
Il nome fu usato per la prima volta per identificare su alcuni mercati la Mazda Cosmo ed è stato poi ripreso nel 1988 per identificare il modello di commercializzazione in comune con Ford e Kia Motors venduto anche come Ford Festiva e Kia Pride.

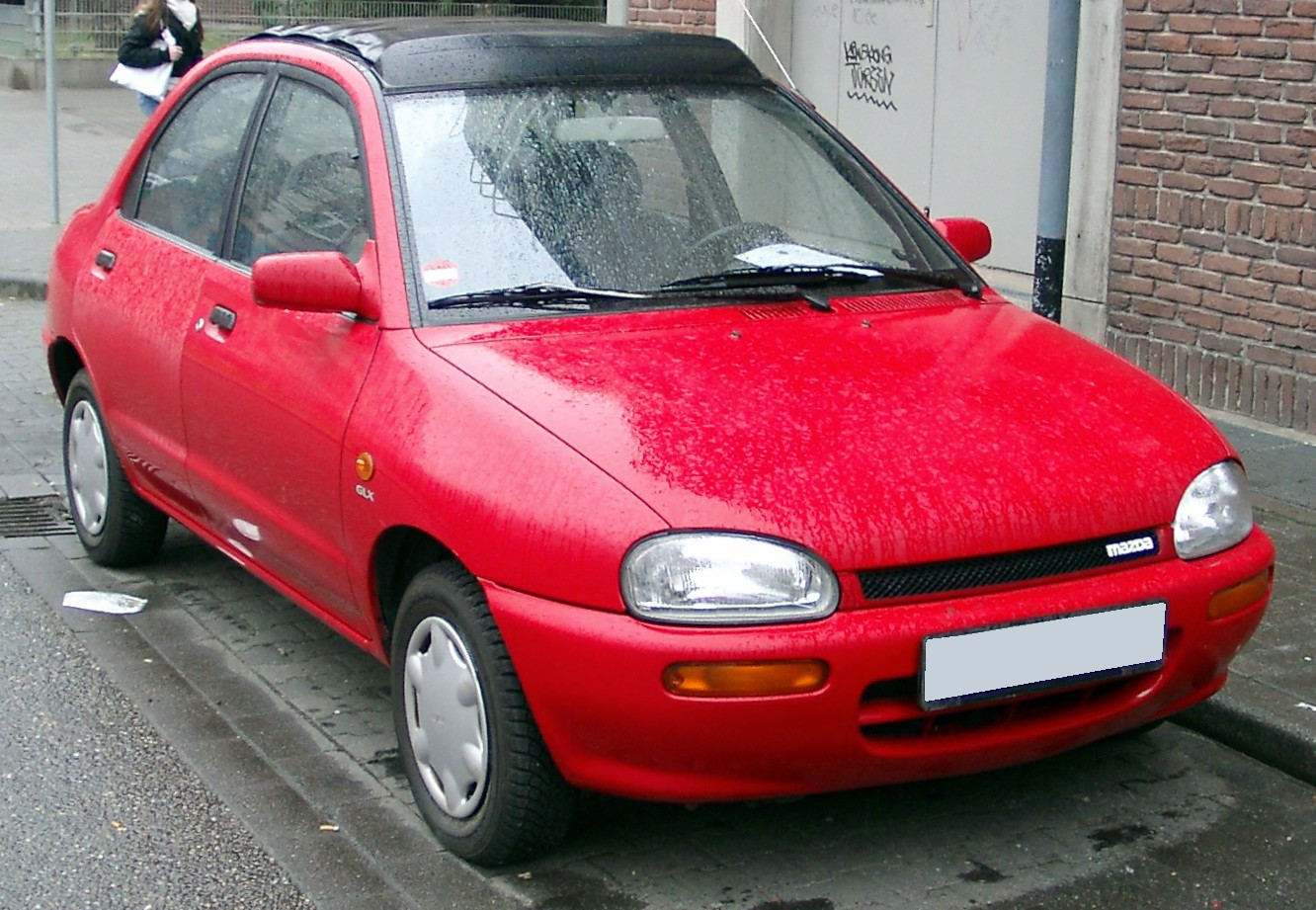
La Mazda 121 del 1991-1998

Dal 1991 al 1998 il nome "121" ha identificato la berlina a 4 porte della Autozam Revue dotata del motore da 1300 cm³. Dal 1996 al 2002 fu presentata come rebadging della quarta serie della Ford Fiesta, dotata del motore da 1300 cm³.
Infine questa denominazione è stata usata in alcuni mercati per identificare la prima serie della Mazda Demio, piccola monovolume prodotta dal 1996 al 2002 sempre in collaborazione con Ford.